# Cienfue
Camilo Navarro, más conocido por su nombre artístico Cienfue, es un cantautor y guitarrista panameño de música alternativa en español. 

## Historia
Comenzó su carrera como solista en 2005 con su álbum debut El Disco es Cultura. Con este álbum logra posicionar los temas Medio Alcohólico Melancólico y Mi Colombiana entre los 10 más pedidos de MTV Latino en 2006. En 2008 saca su segundo álbum Macho de Monte Suite, del cual dos canciones llegan a los 10 más pedidos de MTV Latino, lo que le permite conseguir una nominación a los Premios MTV 2009. Su tercer disco doble concepto La Calma y la Tormenta sale en 2010, disponible para descarga gratuita desde el sitio web oficial del artista. En el 2012 sale su primera compilación Décimas Terceras que incluye dos temas nuevos No Te Comas El Cuento y una versión del bolero clásico Dos Gardenias, ambas producidas por el célebre productor inglés Phil Vinall.

## Género
Según Cienfue, su música es Rock AlterLatino, con influencias de la música surf, música latina, reggae y blues.

## Discografía

### El Disco es Cultura (2005)
- El Disco es Cultura
- Vírgenes
- Bien Cuida'o
- Mi Colombiana
- Hierba Buena
- Este amanecer hasta amanecer
- Tatequieto
- Cosa Buena
- Montaña Arriba
- Medio Alcohólico Melancólico
- La Isla del Diablo (Edición Especial)

La edición especial contiene adicionalmente:
- La Isla del Diablo
- Videos de "Vírgenes", "Mi Colombiana" y "Medio Alcohólico Melancólico".

### Macho de Monte Suite (2008)
- Macho de Monte Suite
- Siete cuartos
- La calle del infierno
- Mejorana Surf
- Terroristas tercermundistas
- Bolivia coca libre
- Mi cabeza T.V.
- Chollywood
- Galáctica Pindín
- Buena vibra
- Ann nade (Me fui) - Feat. Audri Yala
- Vacío - Feat. Pepe Calavera
- Echame Tierra

### La Calma y la Tormenta (2010)

#### La Extraña Calma
- El Mismo Diablo
- El Pindín
- Amores Rojo Vivo
- Todapoderosa
- Cocuyo
- Mi Cielo
- Cosita Linda
- El Cuco
- El Dolor Que Pesa
- Hilo

#### Tiempos De Tormenta
- Tiempos De Tormenta
- Si Es Culebra Te Pica
- Décima Tercera
- El Sexo
- Boca De Lobos
- A Prueba De Bala
- Fluye
- Ola Adiós
- Calavera De Cristal
- Sobre Mi Cadáver

#### Décimas Terceras (Compilación 2012)
- No Te Comas el Cuento
- Dos Gardenias
- El Sexo
- La Décima Tercera
- Si Es Culebra Te Pica
- Hilo
- Todapoderosa
- Siete Cuartos
- La Calle del Infierno
- Terroristas Tercermundistas
- Macho de Monte Suite
- Medio Alcohólico Melancólico

#### Monstruo (2015)
- Buenas Noches
- Dulce Como Ninguna
- El M.A.N.
- Fumar Mata No Mata
- María No Ha Matado A Nadie
- Ven Como Tú
- Panamá Verde Panamá Red
- Mamita
- Iguana 1983
- Babylonz Dragonz
- Fuimonos pa'lla
- Monstruo

## Sencillos (Singles)
- "Vírgenes" (2006)
- "Mi Colombiana" (2006)
- "Medio Alcohólico Melancólico" (2006)
- "Macho de Monte Suite" (2008)
- "Terroristas tercermundistas" (2008)
- "La Calle del Infierno" (2009)
- "Décima Tercera" (2010)
- "Si Es Culebra Te Pica" (2011)
- "Dos Gardenias" (2012)